# Serge André (homme d'affaires)
Pour les articles homonymes, voir Serge André et André.
Serge André, né en 1890, est un industriel français du pétrole.
Son nom reste lié au Faisceau, premier mouvement politique d'obédience fasciste en France, fondé et dirigé par Georges Valois. Il donna un appui financier important au mouvement de Valois et à son organe le Nouveau Siècle, lancés en 1925.

## Biographie
Serge André est le fils d'Alexandre André (1845-1918), industriel du pétrole, et le frère cadet de Jacques et Robert André. Alexandre André, mort en mars 1918, présidait le conseil d'administration de la société anonyme A. André et fils, une des firmes les plus importantes de l'industrie naissante du pétrole. Il a été le premier importateur de produits pétroliers en France. Comme ses deux frères, Serge André a été officier durant la Première Guerre mondiale : il a été lieutenant aviateur et a obtenu la croix de guerre. Il est diplômé des Hautes études commerciales (HEC).
La firme familiale, fondée en 1877, vend et distribue diverses huiles minérales importées,,, notamment après la Première Guerre mondiale une huile de graissage pour automobiles et avions vendue sous le nom de « spidoléine » ou « spido ». Serge André est administrateur avec ses frères d'autres firmes fondées en 1920 : société d'entreposage d'huiles minérales, société française de transactions internationales, société des garages de France. En 1925, le capital des établissements A. André fils est porté de 9 à 12 millions de francs. Les bénéfices s'élèvent à 4,6 millions de francs. La société est alors présidée par Jacques André, par ailleurs administrateur en 1925 de la Compagnie française des pétroles. Elle fait construire des pétroliers depuis 1887, tel le Spidoléine, lancé en 1927 en collaboration avec une société belge, la Société anonyme d'armement, d'industrie et de commerce d'Anvers. Les huiles importées par ses navires sont ensuite traitées dans des usines à Gennevilliers, Dunkerque, Rouen et  Port-Saint-Louis-du-Rhône mais aussi dans d'autres villes en Europe où elle a des entrepôts.

Serge André a été le co-directeur d'un hebdomadaire parisien, L'Opinion, de 1919 à 1923, aux côtés de Jacques Boulenger,,. Il y signe un éditorial. Il préside la société française d'impression et de publications périodiques, fondée en 1922 pour exploiter ce journal. Marcel Proust écrit à des correspondants en 1922 : 

« M. Serge André, directeur de la revue l'Opinion - et, ce qui ne va pas ensemble, d'une espèce de Royal Dutch - a eu le malheur - pour moi - de me manifester sans me connaître de la sympathie. Quelques jours plus tard il me faisait offrir 10000 francs le manuscrit et les épreuves corrigées de Sodome II (...). Or, M. Serge André ayant eu l'air de m'aimer assez, il m'a été impossible, malgré toute l'envie que j'en avais, de vendre mes épreuves et mon manuscrit. Car j'ai trop peur que ce ne soit pas la bonne affaire qu'il croit si mon succès diminue. »

Il a été membre de la direction du Faisceau. Son nom figure dans les instances du Faisceau : il a été administrateur, membre du conseil central, du conseil supérieur et de la commission du trésor du mouvement. Il est l'administrateur-délégué de la société française d'informations politiques, économiques et sociales, qui exploite Le Nouveau siècle, périodique du Faisceau. Il a fait partie de ses premiers administrateurs en 1925, avec les industriels Franz Van den Broek d'Obrenan, Eugène Mathon, de Roubaix, industriel, Auguste Cazeneuve et l'armateur Victor Valentin-Smith. Il a milité et pris la parole dans des réunions. Il a enfin contribué grandement au financement du mouvement et s'est occupé de ses finances,,.
Le journal communiste L'Humanité a beau jeu de signaler et dénoncer les riches commanditaires du Faisceau, membres du patronat, et notamment Serge André, présenté à raison comme administrateur de A. André et fils avec ses frères mais aussi administrateur d'une firme italienne d'importation d'huile et d'une firme belge, la Société anonyme d'armement, d'industrie et de commerce d'Anvers. Il serait entré dans la firme familiale en 1913,,,.
La société A. André fils, présidée par Jacques André, participe à la constitution en 1929 de la société franco-américaine de raffinage avec d'autres firmes françaises et surtout l'entreprise américaine Standard Oil Co. of New Jersey (SONJ, future Exxon), à la suite d'une loi de 1928 voulant promouvoir une industrie du raffinage en France. Cela donnera lieu à la mise en place en 1933 de la raffinerie de Port-Jérôme. Cette société prend la dénomination de Standard franco-américaine de raffinage en 1931 puis absorbe en 1936 la Standard française des pétroles, en reprenant son nom. La société A. André fils est englobée dans cette firme et disparaît en 1936. Ses deux frères sont administrateurs de la Standard française des pétroles, filiale de la firme américaine, contrairement à lui. Son frère Robert (1885-1962), docteur en droit, entré à la société A. André fils en 1909, administrateur-directeur depuis 1910, administrateur de la Standard franco-américaine de raffinage en 1929, en 1931 de la Compagnie standard franco-américaine (holding de tête de la firme américaine en France), sera même l'administrateur-délégué à partir de 1936 puis le P-DG de 1940 à 1948 de la Standard française des pétroles, future Esso S.A.F. en 1974. Quant à Jacques André, ingénieur des arts et manufactures, il préside la chambre syndicale des importateurs d'huiles minérales depuis sa formation en 1920, est vice-président de la fédération de syndicats de produits chimiques et du comité des pétroles et membre de la chambre de commerce de Paris à partir de 1933, son troisième vice-président en 1937.